# Laminariaceae
Laminariaceae är en familj bland de bruna algerna (Phaeophyceae).
Arterna är utmärkt genom högt utvecklad bål. Från en rotlik del uppskjuter en stjälk, som i sin spets bär ett eller flera ofta väldiga och långa bladlika organ, vilka tillväxa vid sin bas. Endast könlös fortplantning är säkert känd. Laminariaceae förekommer i tempererade och kalla hav, där de kan bilda stora skogar på havsbottnen. Där de finns i större mängd, användas de på olika sätt, såsom till näringsmedel, boskapsfoder och limberedning. De bränns till aska ("kelp", "varek"), och ur denna framställs jod.